# Балсак
Балсак (фр. Balsac) насеље је и општина у јужној Француској у региону Миди Пирене, у департману Аверон која припада префектури Родез.
По подацима из 2011. године у општини је живело 612 становника, а густина насељености је износила 39,31 становника/km². Општина се простире на површини од 15,57 km². Налази се на средњој надморској висини од 577 метара (максималној 606 m, а минималној 374 m).

## Демографија
| 1962. | 1968. | 1975. | 1982. | 1990. | 1999. | 2011. |
| ----- | ----- | ----- | ----- | ----- | ----- | ----- |
| 310   | 328   | 347   | 407   | 411   | 501   | 612   |

График промене броја становника у току последњих година